# برايان كوين (شخصية أعمال)
برايان كوين (بالإنجليزية: Brian Quinn)‏ هو شخصية أعمال أسترالي، ولد في عقد 1930.